# Sam Fricker
Samuel Fricker (Newcastle, 4 maggio 2002) è un tuffatore australiano.

## Biografia
Si è formato praticando la ginnastica artistica e il trampolino elastico. Si è dedicato ai tuffi all'età di 11 anni. 
Nel 2015 ha ottenuto una borsa di studio della New South Wales Institute of Sport (NSWIS) e con la sua famiglia si è trasferito a Sydney. 
Si è messo in mostra al National Age Diving Championship 2015, dove ha ottenuto la medaglia d'oro negli eventi di categoria 12-13 anni di trampolino da 1 m, piattaforma da 10 m e trampolino sincronizzato 3 m, oltre all'argento nel trampolino da 3 m ed è stato nominato tuffatore australiano dell'anno della sua categoria.
A livello internazionale ha vinto il bronzo ai mondiali junior del 2018.
Nel 2019 ha esordito in nazionale e gareggiato ai campionati oceanici di tuffi del 2019, dove ha vinto l'argento nell'evento della piattaforma di 10 metri, che ha consentito alla nazionale australiana di guadagnare una carta olimpica.
Ha rappresentato la Australia ai Giochi olimpici di Tokyo 2020, grazie al secondo posto nella piattaforma 10 metri ai Campionati Australian Open del 2021. All'Olimpiade si è classificato ventottesimo.
Da quando ha partecipato alle Olimpiadi di Tokyo 2020, Fricker ha accumulato un ampio seguito sulla piattaforma di social media TikTok, con oltre 1,2 milioni di follower.

## Palmarès
| Anno | Manifestazione          | Sede       | Evento          | Risultato | Prestazione | Note |
| ---- | ----------------------- | ---------- | --------------- | --------- | ----------- | ---- |
| 2019 | Campionati oceanici     |            | Piattaforma 10m | Argento   |             |      |
| 2021 | Giochi olimpici         | Tokyo      | Piattaforma 10m | 28º (P)   | 306,50 p.   |      |
| 2022 | Giochi del Commonwealth | Birmingham | Sincro 3 m      | Bronzo    | 374,52 p.   |      |